# Buta Ranquil
Buta Ranquil är en kommunhuvudort i Argentina.   Den ligger i provinsen Neuquén, i den sydvästra delen av landet, 1 100 km väster om huvudstaden Buenos Aires. Buta Ranquil ligger 1 152 meter över havet och antalet invånare är 2 221.
Terrängen runt Buta Ranquil är huvudsakligen kuperad, men den allra närmaste omgivningen är platt. Trakten runt Buta Ranquil är nära nog obefolkad, med mindre än två invånare per kvadratkilometer.. 
Omgivningarna runt Buta Ranquil är i huvudsak ett öppet busklandskap.